# Монзи, Анатоль де
Анатоль де Монзи (фр. Anatole de Monzie; 22 ноября 1876, Базас, Жиронда ― 11 января 1947, Париж) ― французский политический деятель, учёный и энциклопедист.

## Биография
Родился в 1876 году в семье сборщика налогов в городе Базас, Жиронда. Халатность медсестры обернулась трагедией для новорождённого мальчика, и Анатоль впоследствии так и не смог правильно ходить на одной ноге, оставшись на всю жизнь инвалидом. Де Монзи никогда не был женат, хотя и имел несколько романов. Обладатель блестящего ума, он обучался в Ажене и затем поступил в Коллеж Станислава, известную католическую школу в Париже, где он подружился с писателем Анри де Жувенелем и католическим активистом Марком Саньером.
Изучал право и имел юридическую практику, однако затем решил заняться политикой. В 1902 году стал начальником канцелярии министра образования Жозефа Шотемпа. Примерно в это же время начал делать первые шаги в своей политической карьере в департаменте Ло на юго-западе Франции. Последовательно становился советником, мэром города Каор, депутатом и сенатором.
Был членом небольшой центристской партии республиканцев-социалистов, занимал кресло в Палате депутатов. В 1913 году был назначен заместителем министра государственного и торгового флота. С 1918 по 1940 год де Монзи занимал различные должности во многих правительствах и всего назначался министром восемнадцать раз.
Будучи министром финансов, он получил известность благодаря своей программе сокращения расходов, которую предложил в 1925 году. Принимал активное участие в дипломатических делах, развернув кампанию в пользу нормализации отношений со Святым Престолом, а в 1922 году выступил с предложением о признании СССР.
С 1924 по 1927 год возглавлял комиссию по делам России и вёл переговоры с ключевыми советскими деятелями. Обсуждал условия возврата российских дореволюционных кредитов, однако, после возвращения к власти Пуанкаре в 1926 году переговоры зашли в тупик.
В 1925 году в течение краткого времени занимал пост министра образования и изящных искусств. Ему приписывают введение изучения философии в учебные программы средних школ. Также запретил преподавание местных диалектов в школах.
Занимая пост министра общественных работ в 1938 году, он столкнулся с забастовками докеров и стал объектом неприязни у левой общественности. Между 1938 и 1940 годами де Монзи стоял во главе ряда дипломатических миссий. Будучи пацифистом, ориентировался на союз между Францией и Италией.
Голосовал за избрание маршала Петена на пост главы государства в 1940 году. Будучи другом Отто Абеца, Даркера де Пеллепо и Фернана де Бринона, он тем не менее был объектом ненависти со стороны многих деятелей режима Виши. Умер в Париже в 1947 году.
Анатоль де Монзи также был учёным и писателем. Его интеллектуальное наследие включает в себя ряд номеров издания Encyclopédie française с 1935 года. Он был также знаком с различными французских писателями и интеллектуалами своего времени, в том числе с Колетт, Роландом Доргеле, Люсьеном Февром и с Пьером Бенуа.

## Сочинения
- Les Réformes scolaires, Paris, Stock, 1905
- Aux confins de la politique, Paris, Grasset, 1913
- Si resucitara !, Paris, Alcan, 1915 (sur les relations Franco-espagnoles)
- Rome sans Canossa, ou la diplomatie de la présence, Paris, Albin Michel, 1918
- L'entrée au forum : vingt ans avant, Paris, Albin Michel, 1920
- La Mort de Julie, Paris, Auguste Blaizot, 1922
- Du Kremlin au Luxembourg, Paris, Delpuech, 1924
- Les Contes de Saint-Céré, Paris, Gallimard, 1929
- Grandeur et servitude judiciaires, Paris, Kra, 1931
- Petit manuel de la Russie nouvelle, Paris, Firmin-Didot, 1931
- Livre d'oraisons, Paris, Excelsior, 1934
- Les Veuves abusives, Paris, Grasset, 1937
- Ci-devant, Paris, Flammarion, 1941
- Pétition pour l'histoire, Paris, Flammarion, 1942
- Mémoires de la tribune, Paris, Correa, 1943
- La Saison des juges, Paris, Flammarion, 1943
- Le Conservatoire du peuple, Paris, Société d'Édition d'enseignement supérieur, 1948